# Felsőkethely
Felsőkethely (németül Neumarkt im Tauchental) Városszalónak településrésze, egykor önálló község  Ausztriában Burgenland tartományban a Felsőőri járásban.

## Fekvése
Rohonctól 13 km-re nyugatra, Felsőőrtől 10 km-re keletre, két dombvonulat között a Fehér-patak völgyében fekszik. Közigazgatásilag Városszalónakhoz tartozik.

## Nevének eredete
Nevét keddi napokon tartott hetivásárairól kapta, előtagjának
megkülönböztető szerepe van. Régebbi nevét Szent Miklós tiszteletére szentelt templomáról kapta.

## Története
A régészeti leletek tanúsága szerint területén már a kőkorszakban éltek emberek. Felsőkethely mocsaras határában az i. e. 4000 körüli időből származó, a lengyeli kultúrához köthető agyagedényeket tűzkőeszközöket, égetett agyagtárgyakat találtak. A Várvidék legismertebb római emlékei közt tartják számon azt római sírkövet, mely a felsőkethelyi katolikus templom falába van befalazva és a 150-160 közötti időre keltezhető.
A mai települést 1289-ben a németújvári viszály idején említik először, amikor Albert osztrák herceg elfoglalta és erődtemplomát is leromlolta. 1289-ben "Niclastuern", 1325-ben "Kedhel", 1425-ben ismét "Kehdel" néven említik. A szalónaki uradalomhoz tartozott. Szent Miklós tiszteletére szentelt temploma 1289-ben már állt, plébániája már 1438-ban létezett. 1342-től a Kanizsai család birtoka volt, majd 1401-től az uradalommal együtt a Tompek családé. A 15. században vámszedőhely működött itt. 1527-ben I. Ferdinánd király a rohonci és szalónaki uradalmakat Batthyány Ferencnek adta és ettől fogva a Batthyány család birtoka volt. A falut 1532-ben a török, 1619-ben Bethlen hadai elpusztították, még 1622-ben sem említik. 1683-ban a török hadjáratban újra felégették. Lakói 1580 körül evangélikusok lettek. 1601-ben az adójegyzék szerint már protestáns lelkésze volt. 1635-ben a Batthyány család rekatolizálása után a templom ismét a katolikusoké lett és vele együtt a falu többsége is visszatért a régi hitre. Az 1697-es egyházi vizitáció szerint a település 1779 lakosából 1333 katolikus volt, a többiek evangélikusok, illetve 55 zsidó is élt itt.
Vályi András szerint " KÉTHELY. Két falu Vas Várm. egyiknek földes Urai a’ Czisztertzita Szerzetbéli Atyák, másiknak pedig G. Batthyáni Uraság, lakosaik katolikusok, fekszenek egyik Szalonakhoz 1, másik Sz. Gothárdhoz 1/2 mértföldnyire, határbéli földgyeik középtermékenységűek, 358réttyeik jók, erdejek van, Stájer Országban, fuvarozással, és Sz. Gothardon is keresettye jó módgyok van, valamint a’ Vashegyi szőlőkben is."
Fényes Elek szerint " Kéthely, (Neumarkt), német falu, Vas vmegyében, a szalónaki uradalomban: 650 kath. lak., paroch. templommal, hegyes, sovány határral."
Vas vármegye monográfiája szerint " Kethely (Neumarkt). Kéthelynek is mondják, hogy Kethelytől megkülömböztessék. Házainak száma 106, lélekszáma 849. Lakosai németajkúak, r. kath. és ág. ev. vallásúak. Postája Szalonak, távírója Német-Szt.-Mihály. Plébániája 1570-ben már virágzott. Temploma nagyon régi. Szentélye román, hosszhajója pedig góth stílű. Különösen szép a hálóboltozata. Külfalába egy római feliratos kő van illesztve, mely egy férfi és egy nő térdképét és egy kisebb dombormű, mely Perseus harczát ábrázolja. Harangja 1691-ből való. Földesura a Batthyány-család volt."
1884-től postahivatal működött a községben. Önkéntes tűzoltóegyletét 1908-ban alapították. 1910-ben 657, túlnyomóan német lakosa volt. A trianoni békeszerződésig Vas vármegye Felsőőri járásához tartozott. Plébániáját 1952-ben építették. 1954-ben a községet árvíz sújtotta. 1971-ben közigazgatásilag Városszalónakhoz csatolták. A településen már a 19. században volt iskolai oktatás, régi iskoláját 1908-ban építették,  a mai iskolaépület 1958 és 1962 között épült.

## Nevezetességei
Szent Miklós püspök tiszteletére szentelt plébániatemploma 15. századi, a 17. században átépítették. Alapja egy 13. századi erődtemplomon nyugszik, melyet 1289-ben Albert osztrák herceg serege rombolt le. A 16. – 17. században a protestánsoké volt. 1740-ben barokk stílusban építették át,  toronysisakja 1787-ben készült. Főoltárát 1744-ben készítették, mellékoltárai, melyek Nepomuki Szent János és Szent Lénárd tiszteletére vannak szentelve 1770-ben és 1771-ben készültek. A szószék a négy evangélista alakjával 1750-ben, a keresztelőmedence 1769-ben  készült. Falában római kori domborműves sírkő látható, melyet 1872-ben emeltek ki a templom alapfalaiból és a toronyba falazták be. A templom feletti temetőben 1831-ben épített bájos kis temetőkápolna áll, benne barokk Pieta-szoborral.

## Külső hivatkozások
- Városszalónak hivatalos oldala
- A helyi plébánia weboldala
- Magyar katolikus lexikon
- Payr Sándor:A Dunántúli Evangélikus Egyházkerület története